# Mrukokształtne
Mrukokształtne, mruki, mrukowce (Mormyroidea) – grupa ryb promieniopłetwych z nadrzędu kostnojęzykopodobnych (Osteoglossomorpha) charakteryzujących się wydłużonym pyskiem, dużym móżdżkiem i obecnością narządów elektrycznych. Mruki są poławiane gospodarczo dla smacznego mięsa, mniejsze gatunki są hodowane w akwariach.

## Występowanie
Zamulone wody wielkich rzek Afryki (m.in. Nil, Senegal, Kongo).

## Cechy charakterystyczne
Ciało silnie bocznie spłaszczone, wydłużone, pokryte grubym naskórkiem. Głowa zakończona długim pyskiem, u niektórych w kształcie trąby słonia, oczy małe. Silnie rozwinięta linia boczna.
Najbardziej znaną cechą mrukowców jest zdolność do czynnej elektrolokacji. Przy pomocy narządów elektrycznych ryby te zarówno generują, jak i rejestrują pole elektryczne, orientując się w ten sposób w otoczeniu i komunikując między sobą. Oprócz odpowiednio czułych elektroreceptorów w skórze, posiadają też wyspecjalizowane struktury w ośrodkowym układzie nerwowym, służące do analizy odbieranych bodźców elektrycznych i do ich wytwarzania. Mocno z tego powodu rozwinięty móżdżek tych ryb powoduje, że ciężar mózgowia w stosunku do ciężaru ciała osiąga rekordowe rozmiary. Co za tym idzie, zużycie tlenu przez mózgi tych ryb jest również znaczące i może osiągać do kilkudziesięciu procent całkowitego zapotrzebowania na tlen.

## Systematyka
Mrukowce są klasyfikowane w randze nadrodziny Mormyroidea obejmującej rodziny Gymnarchidae i Mormyridae liczące około 200 gatunków pogrupowanych w ponad 20 rodzajach. W pierwszej edycji Fishes of the World, First Edition (Nelson, 1976) klasyfikowane były w randze rzędu Mormyriformes.
Rodzina Gymnarchidae zawiera tylko jeden gatunek. Jest nim gymnarchus nilowy (Gymnarchus niloticus). Rodzina Mormyridae składa się z dwóch podrodzin: Petrocephalinae, z jednym rodzajem Petrocephalus i około 26 gatunkami oraz Mormyrinae, która zawiera ok. 20 rodzajów i ponad 170 gatunków, nie licząc wielu jeszcze niesklasyfikowanych taksonów.